# Thomas Burns

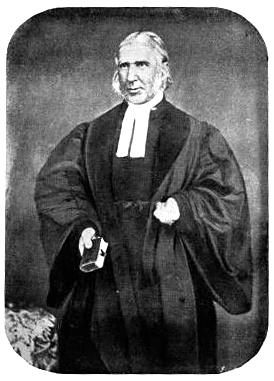
Thomas Burns

Thomas Burns (* 10. April 1796 in Mossgiel, Ayrshire, Schottland; † 23. Januar 1871 in Dunedin, Neuseeland) war Pfarrer, Kolonialist in Otago und Mitbegründer von Dunedin.

## Leben
Thomas Burns wurde als dritter Sohn von Gilbert Burns (1760–1827), Farmer, Immobilienmakler und Bruder des schottischen Poeten Robert Burns (1759–1796), und Jean Breckenridge, Tochter eines Farmers aus Kilmarnock, geboren. Thomas wuchs in einer Großfamilie mit elf Kindern auf. Die Großmutter, eine Schwester und eine Nichte seines Vaters füllten das Haus zu sechzehn Personen auf.
Thomas besuchte die Haddington Grammer School. Sein Lehrer Edward Irving nahm ihn eines Tages mit in das 35 km weit entfernte Edinburgh, um eine der berühmten Reden des Mathematikers und Theologen Thomas Chalmers zu hören. 1812, er war gerade 16 Jahre alt, begann er, an der University of Edinburgh Theologie zu studieren.

### Schottland
1823 wurde Burns vom Presbyterium in Haddington zum Pastoramt zugelassen und schließlich am 13. April 1826 in Ballantrae als Gemeindepfarrer ordiniert. Am 4. Januar 1830 heiratete er Clementina Grant, Tochter des Reverend James Francis Grant, Episkopalpfarrer in Edinburgh. Im selben Jahr wurde er Pfarrer in Monkton, Ayrshire. Mit £ 400 Jahresgehalt war er dort einer der bestbezahlten Pfarrer der ländlichen Gemeinden Schottlands. In seiner Amtszeit wurde dort 1834 die neugotische Monkton and Prestwick Parish Church gebaut und 1837 vollendet.
Als sich im Mai 1843 bei der sogenannten „disruption“ unter der Führung von Thomas Chalmers 451 der 1203 Pfarrer von der Church of Scotland abwandten und zur neu gegründeten Free Church of Scotland überwechselten, war Thomas Burns einer von ihnen und mit seinen 47 Jahren einer der ältesten und erfahrensten Seelsorger. Er verblieb noch 18 Monate in seiner Gemeinde. Von 1845 bis 1847 war er in unterschiedlichen Gemeinden Schottlands tätig.
In dieser Zeit interessierte sich Burns stärker für das Otago-Siedlungsprojekt seiner Kirche und kam in Kontakt mit George Rennie (1802–1860), Bildhauer und Politiker, und William Cargill (1784–1860), zu der Zeit Bankmanager. Zusammen mit William Cargill wurde er von der Free Church of Scotland ausgesucht, das Siedlungsprojekt als Pfarrer und Seelsorger mitzuleiten.

### Neuseeland
Mit 239 Siedlern an Bord segelte er am 27. November 1847 auf der Philip Laing in Richtung Neuseeland. Cargill war schon am 24. November mit der John Wickliffe gestartet. Burns erreichte am 15. April 1848 mit allen Emigranten unversehrt Port Chalmers und gründete zusammen mit Cargill die Siedlung New Edinburgh, kurze Zeit später umbenannt in Dunedin.
Thomas Burns war in den folgenden fünf Jahren ein rastloser „Arbeiter“. Er nutzte seine Sachkenntnisse in Landwirtschaft, machte detaillierte Wetteraufzeichnungen, bewertete die Qualität des Nutzholzes und die Bodenbeschaffenheit und arbeitete sehr eng mit Cargill zusammen, die sozialen, ökonomischen und politischen Herausforderungen des Siedlungsprojektes zu meistern. Dabei vergaß er nie seine seelsorgerische Aufgabe. Nachdem er 1854 durch zwei weitere Seelsorger Unterstützung bekommen hatte, machte er sich an die Arbeit, die Presbyterian Church of Otago zu gründen, die sich dann auch im Juni 1854 konstituierte und deren unangefochtener Kopf er bis zu seinem Tode war.
Wie Cargill, auf den Burns großen Einfluss hatte, war Burns frei von Humor, patriarchalisch, steif und trocken in seiner Art und manchmal auch rigide in seinen Maßnahmen. So unterstützte er Cargill, der ersten freien und ihnen zu kritischen Zeitung Otago News ein Ende zu bereiten. Trotz allem war er mehr Demokrat als Cargill es war. Burns war ein Verfechter für Bildung. Er unterstützte die Gründung der Otago Boys’ High School (1863) und der Otago Girls’ High School (1870) und war der erste Kanzler der University of Otago.
1861 wurde er von der Universität Edinburgh mit dem Ehrendoktor in Theologie ausgezeichnet. Die Fertigstellung seiner neuen Kirche, der First Church of Otago, erbaut von Robert Lawson, sollte Burns nicht mehr erleben. Er starb überraschend am 23. Januar 1871 in seinem Haus in der London Street in Dunedin.